# ISO 3166-2:GS
ISO 3166-2:GS – kody ISO 3166-2 dla Georgii Południowej i Sandwichu Południowego.
Kody ISO 3166-2 to część standardu ISO 3166 publikowanego przez Międzynarodową Organizację Normalizacyjną. Kody te są przypisywane głównym jednostkom podziału administracyjnego, takim jak np. województwa czy stany, każdego kraju posiadające kod w standardzie ISO 3166-1. 
Aktualnie (2017) dla Georgii Południowej i Sandwichu Południowego nie zdefiniowano kodów dla podjednostek administracyjnych, a Georgia Południowa i Sandwich Południowy, pomimo że jest brytyjskim terytorium zamorskim, nie posiada kodu ISO 3166-2:GB, wynikającego z podziału terytorialnego Wielkiej Brytanii. 